# Джон Кемпбелл Браун
Джон Ке́мпбелл Бра́ун (4 лютого 1947 , Дамбартон, Дамбартонширd  — 16 листопада 2019 , Скай, Гайленд ) — британський астроном, королівський астроном Шотландії з 1995 року.

## Біографія
До 2010 року він очолював в університеті Глазго дослідницьку групу з теорії моделювання сонячної і зоряної плазми, в тому числі по діагностиці сонячного випромінювання високої енергії з використанням даних космічних апаратів. За ці дослідження, а також за великий внесок у пропаганду астрономічних знань у 2012 році нагороджений золотою медаллю Королівського астрономічного товариства. Як королівський астроном Шотландії регулярно виступає з публічними лекціями з астрономії.
Є почесним професором Університету Единбурга і Університету Абердина. Член Королівського товариства Единбурга з 1984 року.